# Gianni Cavina
Gianni Cavina (Bologna, 9 dicembre 1940 – Bologna, 26 marzo 2022) è stato un attore e sceneggiatore italiano.
Nel 1997 ha vinto il Nastro d'argento al migliore attore non protagonista con il film Festival di Pupi Avati.

## Biografia

### Gli inizi
Come attore teatrale si è formato, sotto la direzione di Franco Parenti, presso il Teatro Stabile di Bologna.
La sua prima apparizione cinematografica è stata nel film Flashback (1968) di Raffaele Andreassi. Agli inizi della sua carriera ha interpretato ruoli da caratterista comico in molti film della commedia sexy all'italiana.
Era legato da amicizia profonda al regista Pupi Avati, con il quale ebbe un lungo sodalizio artistico, partecipando a molti dei suoi film, sia in veste di sceneggiatore che di attore.

### Anni settanta
Con il suo concittadino ha lavorato nell'Horror Thomas e gli indemoniati (1970), nel Fantasy Balsamus, l'uomo di Satana e successivamente La mazurka del barone, della santa e del fico fiorone (1975), del quale ha curato anche la sceneggiatura e dove ha recitato da protagonista con Ugo Tognazzi e Paolo Villaggio.
Sempre con Avati, negli anni successivi ha scritto la sceneggiatura del film Bordella, del 1976, che racconta alcune avventure erotiche in una casa di piacere per donne. Nello stesso anno, insieme a Maurizio Costanzo e Antonio Avati, fratello di Pupi, ha scritto il film La casa dalle finestre che ridono, un horror-giallo che racconta la storia di un giovane restauratore che dà la caccia a un assassino.
La collaborazione con il regista è proseguita per i film Tutti defunti... tranne i morti, del 1977, dove ha recitato al fianco di Carlo Delle Piane e Francesca Marciano, e Le strelle nel fosso, del 1978, dove ha recitato con Lino Capolicchio.
Nel 1974 ha preso parte ai film drammatici Il bacio e Il figlio della sepolta viva, a cui sono seguiti il film comico Buttiglione diventa capo del servizio segreto, Il genio, Passi furtivi in una notte boia, San Pasquale Baylonne protettore delle donne, tutti del 1976.
In qualità di sceneggiatore, ha lavorato anche per la televisione, come autore della miniserie Jazz band, di Cinema!!! e più avanti di Hamburger Serenade, e come attore in Il prigioniero, del 1978, di Aldo Lado.
Specializzato in ruoli tragicomici da caratterista, nel 1978 si è confrontato con un genere, per lui nuovo, del biopic storico, recitando da protagonista in Atsalut pader di Paolo Cavara, dove interpreta l'anticonformista padre Lino da Parma dell'Ordine dei frati minori, un personaggio buono e generoso che combatté contro la povertà trasformandosi in un simbolo della più autentica carità evangelica nelle campagne parmensi del primo Novecento.
Nel 1979 prende parte al film L'ingorgo di Luigi Comencini, dove ha recitato con Alberto Sordi, Ugo Tognazzi e Marcello Mastroianni.

### Anni ottanta

Gianni Cavina nel film Regalo di Natale (1986) di Pupi Avati

Nel 1981 è stato interprete televisivo ne L'usura. Sempre nello stesso anno ha recitato in numerosi film, tra cui: Il turno di Tonino Cervi, la commedia Per favore, occupati di Amelia, La locandiera di Paolo Cavara e la commedia sexy con Lino Banfi ed Edwige Fenech, Cornetti alla crema di Sergio Martino.
È tornato su un set di Pupi Avati nella serie televisiva Dancing Paradise (1982) e nel film biografico su Mozart Noi tre (1984).
In quegli anni è tornato a lavorare anche per la televisione, dapprima nel varietà della Rete 1 Le regine, dove in ogni puntata ospitava le più grandi vedettes dello spettacolo italiano (Valeria Moriconi, Loretta Goggi, Paola Borboni, Moira Orfei, Paola Pitagora e Monica Vitti), e successivamente in molti sceneggiati televisivi, come La Bella Otero e L'albero dei diamanti, entrambi del 1984, Casa di bambola (1986), le miniserie Facciaffittasi (1987) e Appuntamento a Trieste (1989).
Ha lavorato anche all'estero, comparendo in un episodio del francese Les Enquêtes Caméléon (1987), ed è stato uno dei protagonisti della miniserie televisiva Una lepre con la faccia di bambina (1989).
Nel 1986 è uno dei giocatori di poker nel film Regalo di Natale, di nuovo per Pupi Avati, e ha continuato ad apparire come ospite in molte trasmissioni televisive. Nel 1987 ha inciso un LP intitolato Faccia affittasi.

### Anni novanta
Ancora per la TV recita nella serie L'ispettore Sarti, dal 1991 al 1994, nella commedia Non chiamarmi Omar, del 1992, di Sergio Staino e in Festival, del 1996, di Pupi Avati, che gli vale il Nastro d'argento come migliore attore non protagonista.
Nel 1997 è apparso in Porzûs di Renzo Martinelli.
Nel 1998 ha recitato nel film Omega Doom e Il più lungo giorno di Roberto Riviello.
Ha concluso il decennio in La via degli angeli, del 1999, sempre per Pupi Avati.
È stato anche protagonista di una serie di pubblicità televisive di surgelati, in cui ha interpretato Giove, indispettito quando le altre divinità gli rivolgono la battuta Giove, cucini da Dio!.

### Anni duemila
Nel 2001 ha preso parte al film Sole negli occhi di Andrea Porporati.
Nel 2003 ha preso parte al film TV L'inganno.
Nel 2004 ha lavorato ancora una volta con Pupi Avati nel film  La rivincita di Natale.
Nel 2006 ha recitato ne Il regista di matrimoni di Marco Bellocchio e, sempre nello stesso anno, ha recitato una piccola parte in Baciami piccina di Roberto Cimpanelli.
Nel 2009 ha recitato in Gli amici del bar Margherita di Pupi Avati, ambientato a Bologna negli anni cinquanta.

### Anni 2010
Nel 2010 e 2011 continua il sodalizio con Pupi Avati che lo ha diretto nel drammatico Una sconfinata giovinezza e nel romantico Il cuore grande delle ragazze.
Nel 2012 è ritornato a lavorare in TV, come Ernesto Rengoni, uno dei protagonisti della serie di Rai 1 Una grande famiglia.
Nel 2019 interpreta il sagrestano Gino nell'horror-thriller Il signor Diavolo, scritto e diretto da Pupi Avati.

### Morte
È morto a Bologna il 26 marzo 2022, all'età di 81 anni, per un cancro. Il funerale viene celebrato di pomeriggio nella chiesa del Sacro Cuore di Gesù, non lontano dalla sua abitazione. Pupi Avati espresse la sua amarezza per una presenza, al funerale, esigua di persone, e per l'assenza delle istituzioni cittadine che successivamente si scuseranno con il regista e la famiglia dell'attore.

## Filmografia

### Attore

#### Cinema
- Balsamus, l'uomo di Satana, regia di Pupi Avati (1968)
- Flashback, regia di Raffaele Andreassi (1969)
- Thomas e gli indemoniati, regia di Pupi Avati (1970)
- Il figlio della sepolta viva, regia di Luciano Ercoli (1974)
- Il bacio, regia di Mario Lanfranchi (1974)
- La mazurka del barone, della santa e del fico fiorone, regia di Pupi Avati (1975)
- Buttiglione diventa capo del servizio segreto, regia di Mino Guerrini (1975)
- Passi furtivi in una notte boia, regia di Vincenzo Rigo (1976)
- Bordella, regia di Pupi Avati (1976)
- La casa dalle finestre che ridono, regia di Pupi Avati (1976)
- San Pasquale Baylonne protettore delle donne, regia di Luigi Filippo D'Amico (1976)
- Il genio (Le grand escogriffe), regia di Claude Pinoteau (1976)
- Tutti defunti... tranne i morti, regia di Pupi Avati (1977)
- Quando c'era lui... caro lei!, regia di Giancarlo Santi (1978)
- Voglia di donna, regia di Franco Bottari (1978)
- Atsalut pader, regia di Paolo Cavara (1979)
- Le strelle nel fosso, regia di Pupi Avati (1979)
- L'ingorgo, regia di Luigi Comencini (1979)
- La locandiera, regia di Paolo Cavara (1980)
- Il turno, regia di Tonino Cervi (1981)
- Cornetti alla crema, regia di Sergio Martino (1981)
- Per favore, occupati di Amelia, regia di Flavio Mogherini (1982)
- Noi tre, regia di Pupi Avati (1984)
- Regalo di Natale, regia di Pupi Avati (1986)
- Accadde a Parma, regia di Paolo Cavara (1988)[10]
- Per non dimenticare, regia di Massimo Martelli – cortometraggio (1992)
- Non chiamarmi Omar, regia di Sergio Staino (1992)
- Festival, regia di Pupi Avati (1996)
- Porzûs, regia di Renzo Martinelli (1997)
- Il più lungo giorno, regia di Roberto Riviello (1998)
- Onorevoli detenuti , regia di Giancarlo Planta (1998)
- La via degli angeli, regia di Pupi Avati (1999)
- Sole negli occhi, regia di Andrea Porporati (2001)
- La rivincita di Natale, regia di Pupi Avati (2004)
- Il regista di matrimoni, regia di Marco Bellocchio (2006)
- Baciami piccina, regia di Roberto Cimpanelli (2006)
- Gli amici del bar Margherita, regia di Pupi Avati (2009)
- Una sconfinata giovinezza, regia di Pupi Avati (2010)
- Il cuore grande delle ragazze, regia di Pupi Avati (2011)
- Benvenuto Presidente!, regia di Riccardo Milani (2013)
- Il signor Diavolo, regia di Pupi Avati (2019)
- Dante, regia di Pupi Avati (2022)

#### Televisione
- Il mulino del Po, regia di Sandro Bolchi – miniserie TV (1971)
- Macbeth, regia di Franco Enriquez – film TV (1975)
- Il prigioniero, regia di Aldo Lado – film TV (1978)
- Jazz band, regia di Pupi Avati – miniserie TV (1978)
- Cinema!!!, regia di Pupi Avati – miniserie TV (1979)
- L'usura, regia di Maurizio Rotundi – film TV (1981)
- Dancing Paradise, regia di Pupi Avati – miniserie TV (1982)
- La Bella Otero, regia di José María Sánchez – miniserie TV (1984)
- L'albero dei diamanti, regia di Tommaso Dazzi – film TV (1984)
- Casa di bambola, regia di Gianni Serra – film TV (1986)
- Facciaffittasi – serie TV (1987)
- Les Enquêtes Caméléon – serie TV, 1 episodio (1987)
- Una lepre con la faccia di bambina, regia di Gianni Serra – miniserie TV (1989)
- La vita leggendaria di Ernest Hemingway, regia di José María Sánchez – miniserie TV (1989)
- Appuntamento a Trieste, regia di Bruno Mattei – miniserie TV (1989)
- L'ispettore Sarti – serie TV (1991-1994)
- L'inganno, regia di Rossella Izzo – film TV (2003)
- Atelier Fontana - Le sorelle della moda, regia di Riccardo Milani – miniserie TV (2011)
- Una grande famiglia – serie TV (2012-2015)

### Sceneggiatore
- La mazurka del barone, della santa e del fico fiorone, regia di Pupi Avati (1975)
- La casa dalle finestre che ridono, regia di Pupi Avati (1976)
- Bordella, regia di Pupi Avati (1976)
- Tutti defunti... tranne i morti, regia di Pupi Avati (1977)

## Programmi televisivi
- Che combinazione, regia di Luigi Turolla e Romolo Siena, conduttori Delia Scala e Rita Pavone – varietà (Rete 2, 1979-1980)
- Le regine, regia di Eros Macchi – varietà (Rete 1, 1982) - conduttore
- Accadde a Bologna, regia di Pupi Avati – documentario (Rai, 1983)
- Hamburger Serenade, regia di Pupi Avati (Rai 1, 1986)

## Riconoscimenti
- Nastro d'argento

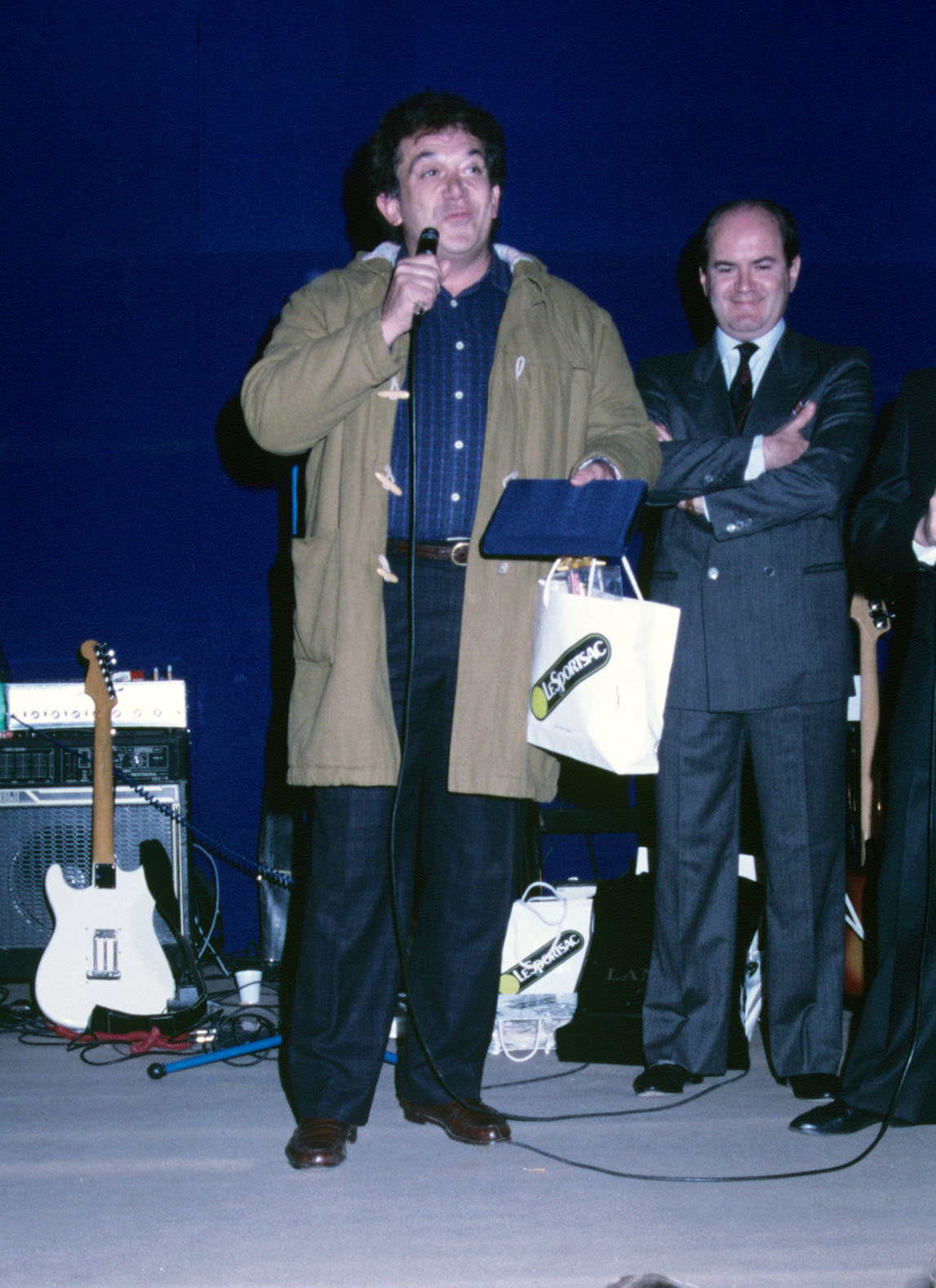
Gianni Cavina premiato a Roma (1984)

  - 1997 – Migliore attore non protagonista per Festival

- Globo d'oro
  - 2000 – Candidatura al miglior attore per La via degli angeli

## Doppiatori italiani
- Carlo Baccarini in Una lepre con la faccia di bambina